# Ponikve (gmina Sežana)
Ponikve – wieś w Słowenii, w gminie Sežana. W 2018 roku liczyła 134 mieszkańców.